# Leptosiphon mariposianus
Leptosiphon mariposianus là một loài thực vật có hoa trong họ Polemoniaceae. Loài này được (Milliken) A. Heller mô tả khoa học đầu tiên năm 1906.